# Verfassungsreferendum im Iran 1989
Das Verfassungsreferendum im Iran 1989 war eine Volksabstimmung am 28. Juli 1989 über die überarbeitete Verfassung der Islamischen Republik Iran. Sie war notwendig geworden, nachdem der Oberste Führer, der Ajatollah Ruhollah Chomeini, gestorben war, und sein Nachfolger Ali Chamenei formal nicht die nötigen Qualifikationen besaß, um das Amt anzutreten. Das Referendum wurde zusammen mit der Iranischen Präsidentschaftswahl 1989 abgehalten.

## Verfassungsänderung
Die von der Expertenversammlung im September 1979 ausgearbeitete und in einem Referendum im Dezember 1979 bestätigte Verfassung war maßgeschneidert auf den Revolutionsführer Ruhollah Chomeini. Chomeini befürchtete nach seinem Tod ein Machtvakuum und schuf Anfang 1988 den Schlichtungsrat, der bei strittigen Gesetzen zwischen Parlament und Wächterrat das letzte Wort und damit die Entscheidung haben sollte. Dieser Schlichtungsrat, in der alten Verfassung nicht erwähnt, wurde in Artikel 112 legitimiert. Artikel 5 und Artikel 107 wurden dahingehend geändert, dass der Oberste Führer der Ummah nicht mehr gleichzeitig der Oberste (religiöse) Rechtsgelehrte sein muss, sondern für das Amt geeignet sein soll, wer neben islamischer Gelehrsamkeit über angemessene politische, administrative und soziale Fähigkeiten verfügt. Des Weiteren wurde in Artikel 111 eingefügt, das es dem Expertenrat (Artikel 108) möglich sein soll, den Revolutionsführer seines Amtes zu entheben. Das Amt des Ministerpräsidenten wurde abgeschafft, dafür dieses Amt mit dem Amt des Präsidenten zusammengelegt (Artikel 113). Artikel 176 wurde für den Sicherheitsrat neu geschaffen und dieser personell aufgestockt. Insgesamt wurden 46 Artikel der Verfassung geändert.

## Ergebnis
|          | Stimmen    | %     |
| -------- | ---------- | ----- |
| Ja       | 16.025.459 | 97,54 |
| Nein     | 398.867    | 2,43  |
| ungültig | 4.650      | 0,03  |
| Summe    | 16.428.976 | 100 % |

Diese Verfassung vom 28. Juli 1989 gilt noch heute.